# Phàn Sùng
Phàn Sùng (chữ Hán: 樊崇, ? – 27), tên tự là Tế Quân1, người quận Lang Da  , là thủ lĩnh tối cao của nghĩa quân Xích Mi cuối đời Tân, đầu đời Đông Hán trong lịch sử Trung Quốc.

## Khởi binh và phản kháng nhà Tân
Năm Thiên Phượng thứ 5 (18) 3 đời Vương Mãng, Phàn Sùng khởi binh ở huyện Cử, quận Thành Dương 2 , ban đầu có hơn trăm người, chuyển vào quận Thái Sơn, tự đặt hiệu cho mình là "Tam lão". Khi ấy 2 châu Thanh, Từ có nạn đói, giặc cướp nổi lên, thấy ông dũng mãnh, đều xin đi theo, trong thời gian 1 năm lên đến hơn vạn người. Các lực lượng nổi dậy của Bàng An 4, Từ Tuyên, Tạ Lộc, Dương Âm tập hợp vài vạn người, nối nhau quy phụ. Bọn họ cùng quay về tấn công huyện Cử, không hạ được, chuyển đến Cô Mạc  mà cướp bóc; nhân đó đánh bại tướng nhà Tân là Tham Thang hầu Điền Huống, giết vài vạn quan quân, bắc tiến Thanh Châu, đi đến đâu cướp bóc đến đấy. Nghĩa quân quay về Thái Sơn, đóng đồn ở Nam Thành . Đến lúc này bọn Sùng mới tổ chức lại đội ngũ, đặt ra giao ước: giết người đền mạng, gây thương tích thì phải chịu thương tích tương tự; lấy lời nói để ước thúc, không có văn thư, cờ xí, bộ khúc, hiệu lệnh. Trong quân cao nhất là Tam lão, kế là Tòng sự, kế nữa là Tốt sứ, gọi nhau là Cự nhân. 
Năm Địa Hoàng thứ 3 (22), tướng nhà Tân là Thái sư Vương Khuông, Canh thủy tướng quân Liêm Đan đưa hơn 10 vạn quân đến đánh, Phàn Sùng muốn chống lại, sợ nghĩa quân và quan quân lẫn vào nhau, nên lệnh cho mọi người nhuộm đỏ lông mày, do đó được gọi là quân Xích Mi 5.   Nghĩa quân cả phá quan quân, giết hơn vạn người đuổi đến Vô Diêm , Đan chết trận, Khuông bỏ trốn. Sùng đưa hơn 10 vạn nghĩa quân quay về vây Cử vài tháng, nghe lời khuyên rằng đây là đất phát tích của ông, bèn giải vây mà đi. Bọn Sùng đánh quận Đông Hải (nhà Tân đổi là Nghi Bình), thất bại, bị giết vài ngàn người, bèn chuyển đi các quận Sở, Bái, Nhữ Nam, Dĩnh Xuyên, rồi về Trần Lưu, đánh hạ Lỗ Thành , chuyển đến Bộc Dương .  

## Quy thuận, ly khai và lật đổ chánh quyền Canh Thủy
Canh Thủy đế định đô tại Lạc Dương (23), sai sứ gọi hàng nghĩa quân Xích Mi. Phàn Sùng và các tướng thuận ý, bỏ lại quân đội, đem hơn 20 cừ soái, theo sứ giả đến Lạc Dương quy phục chính quyền Canh Thủy, đều được phong liệt hầu. Phàn Sùng và các tướng chưa có phong ấp, lại thấy quân đội của mình có dấu hiệu tan rã, bèn bỏ trốn về doanh trại, đưa nghĩa quân vào Dĩnh Xuyên. Họ chia quân làm hai: Phàn Sùng và Bàng An nắm một cánh, Từ Tuyên, Tạ Lộc, Dương Âm nắm một cánh. Sùng, An hạ được Trường Xã, nam hạ đánh Uyển Thành , giết huyện lệnh; còn bọn Tuyên cũng hạ Dương Địch, đưa quân sang huyện Lương  thuộc quận Hà Nam, giết thái thú (do Canh Thủy đế bổ nhiệm). Nghĩa quân tuy liên tiếp thắng trận nhưng mệt mỏi, chán nản, đêm ngày rầu rĩ, chỉ muốn quay về miền đông. Phàn Sùng và các tướng bàn nhau, cho rằng nếu đông hạ ắt lòng quân sẽ tan rã, chẳng bằng tây tiến, nhằm thẳng Trường An (Canh Thủy đế đã dời đô đến đây vào mùa xuân năm Canh Thủy thứ 2).  
Mùa đông năm Canh Thủy thứ 2 (24), Phàn Sùng từ Vũ Quan , bọn Tuyên từ Lục Hồn Quan , 2 đường cùng tiến. Tháng 3 ÂL năm thứ 3 (25), 2 lộ nghĩa quân cùng vào quận Hoằng Nông , liên tiếp đánh bại các cánh quân của Tô Mậu, Lý Tùng dưới quyền Canh Thủy đế, rồi hợp quân trở lại làm một. Nghĩa quân Xích Mi lấy 1 vạn người làm 1 doanh, có đến 30 doanh; mỗi doanh đặt Tam lão, Tòng sự, mỗi chức vụ 1 người. Toàn quân tiến đến Hoa Âm .  
Trong nghĩa quân có thầy mo người nước Tề thờ Thành Dương Cảnh vương Lưu Chương, mời Thành Dương Cảnh vương nhập vong, giận dữ nói: "Đang làm quan huyện, sao lại làm giặc?" Có người cười nhạo rồi mắc bệnh, trong quân kinh động. Khi ấy em Phương Vọng là Phương Dương có oán với Canh Thủy đế , xui Sùng lập tông thất nhà Hán để chính danh. Ông cho là phải, lại thêm lời thầy mo càng lúc càng lan rộng, sau khi bàn bạc với chư tướng, chọn lấy những hậu duệ có họ hàng gần nhất với Thành Dương Cảnh vương từ hơn 70 tông thất nhà Hán trong quân, được 3 người. Vào tháng 6 ÂL, nghĩa quân đến huyện Trịnh , dưới hình thức rút thăm, Lưu Bồn Tử - người nhỏ tuổi nhất trong 3 ứng viên – đã được lập làm Hoàng đế, đổi niên hiệu là Kiến Thế năm đầu. Dù Sùng đứng đầu tướng sĩ, nhưng không biết chữ, nên tự nhận chức Ngự sử đại phu, nhường Từ Tuyên làm Thừa tướng. Tháng 9 ÂL, nghĩa quân Xích Mi đến Cao Lăng , hợp binh với phản tướng của Canh Thủy đế là bọn Trương Ngang, tấn công cửa Đông Đô. Trường An thất thủ, Canh Thủy đế đầu hàng, sau đó bị giết. 

## Suy yếu, thất bại và vong mạng về tay Quang Vũ đế
Nghĩa quân vào thành, quan dân đều đóng cửa không cung ứng. Binh sĩ Xích Mi liên tục cướp bóc dân chúng, tranh giành lương thực, đến nỗi gây ra cuộc bạo loạn ngay trong bữa tiệc của Kiến Thế đế, khiến vị hoàng đế bù nhìn kinh hãi muốn trả lại tỷ thụ, Phàn Sùng và các tướng hứa hẹn sẽ kiềm chế, nhưng rồi lại đâu vào đấy. Trong thành hết lương, nghĩa quân thu hết của cải, thiêu rụi cung thất, đưa Kiến Thế đế tây tiến. Họ từ Nam Sơn vừa đi vừa cướp bóc các thành ấp, giao chiến với tướng cũ của Canh Thủy đế là Nghiêm Xuân ở huyện Mi, đánh bại và giết Xuân; rồi vào các quận An Định, Bắc Địa. Đến khoảng giữa Dương Thành, Phiên Tu, gặp tuyết lớn, lấp đầy hang khe, rất nhiều binh sĩ chết rét6. Phàn Sùng buộc phải quay về Trường An, trên đường khai quật lăng mộ các hoàng đế nhà Hán, lăng nhục thây Lữ hậu, chiếm lấy của cải. Nghĩa quân Xích Mi bị quân Hán do Đại tư đồ Đặng Vũ điều đến tấn công ở Úc Di. Quân Xích Mi đánh bại được Đặng Vũ. Tháng 9 ÂL năm Kiến Vũ thứ 2 (26), nghĩa quân Xích Mi về đến Trường An, dừng lại ở Quế Cung (góc phía bắc Trường An).
Khi ấy Bàng An bị lực lượng quân phiệt ở Quan Trung là Duyên Sầm đánh bại ở Đỗ Lăng, lại thêm Tam Phụ (Kinh Triệu Doãn, Tả Phùng Dực, Hữu Phù Phong) có nạn đói, người ăn thịt lẫn nhau, thành quách trống rỗng, khắp nơi đầy xương trắng; những ai sống sót tụ họp lại cố thủ trong các thôn trang, nghĩa quân Xích Mi không cướp được gì. Tháng 12 ÂL, Phàn Sùng đưa hơn 10 vạn nghĩa quân đói lả quay về miền đông.
Quang Vũ đế sai bọn Phá gian tướng quân Hầu Tiến đóng đồn Tân An, bọn Kiến uy đại tướng quân Cảnh Yểm đóng đồn Nghi Dương, chẹn đường đông hạ của nghĩa quân. Tháng giêng ÂL năm thứ 3, Phàn Sùng đánh bại quân Hán của Đặng Vũ ở Vu Hồ, rồi đi về phía nam. Tháng giêng nhuận, nghĩa quân bị Chinh tây đại tướng quân Phùng Dị đánh bại ở Hào Để. Quang Vũ đế nghe tin, bèn tự làm tướng, đưa thêm quân đến Nghi Dương, chẹn đường lui của nghĩa quân.
Bọn Sùng nghe tin Quang Vũ đế đã đến thì kinh sợ, bèn sai anh của Kiến Thế đế là Thức hầu Lưu Cung gặp đế xin hàng. Quang Vũ đế hứa tha chết, Phàn Sùng bèn đưa Kiến Thế đế cùng thừa tướng Từ Tuyên hơn 30 người cởi trần đến hàng, giao nộp hơn 10 vạn quân. Quang Vũ đế đưa Phàn Sùng cùng các tướng và vợ con về Lạc Dương, ban cho mỗi người một khu nhà cửa, 2 khoảnh ruộng. 
Mùa hạ cùng năm, Phàn Sùng cùng Bàng An mưu tái khởi binh, bại lộ nên bị giết.

## Ngô Thụ Bình chú giải
- Chú giải 1:  Chi tiết "tự là Tế Quân" được lấy từ Phạm Diệp - Hậu hán thư, bản do Đường Chương Hoài thái tử Lý Hiền chú giải.
- Chú giải 2:  Chi tiết "khởi binh ở Cử" được tham chiếu với Lý Phưởng (đời Bắc Tống, tổng biên) - Thái bình ngự lãm.
- Chú giải 3:  Câu "năm Thiên Phượng thứ 5" bị cắt bỏ trong Tụ Trân bản [26]. Phạm Diệp - Hậu hán thư chép là "sau mấy năm" (tính từ thời điểm Lữ Mẫu khởi binh – năm Thiên Phượng đầu tiên).
- Chú giải 4:  Có tài liệu chép là Phùng An. Lý Hiền chú giải: Phạm Diệp - Hậu hán thư chép là chữ 逄, âm là 庞 (Bàng).
- Chú giải 5:  Chi tiết này được tham chiếu với Phan Nhạc (đời Tây Tấn) – Tây Chinh phú trong Lương Chiêu Minh thái tử Tiêu Thống (tổng biên) – Văn tuyển quyển 10, bản do Lý Thiện (đời Đường) chú giải.
- Chú giải 6:  Chi tiết này được tham chiếu với Ngu Thế Nam (đời Tùy) – Bắc Đường thư sao quyển 152.